# Sabugosa
Sabugosa é uma povoação portuguesa, antiga vila, do Município de Tondela que foi sede da extinta Freguesia de Sabugosa, freguesia que tinha 8,39 km² de área e 545 habitantes (2011), e, por isso, uma densidade populacional de 65 hab/km².
Com a reorganização administrativa de 2012, a Freguesia de Sabugosa foi agregada à Freguesia de São Miguel do Outeiro para criar a União das Freguesias de São Miguel do Outeiro e Sabugosa.
Sabugosa foi sede de concelho até 1836, data em que foi integrada no também extinto concelho de São Miguel do Outeiro. Tinha apenas uma freguesia e contava, em 1801, 733 habitantes. 

## População
| População da freguesia de Sabugosa | População da freguesia de Sabugosa | População da freguesia de Sabugosa | População da freguesia de Sabugosa | População da freguesia de Sabugosa | População da freguesia de Sabugosa | População da freguesia de Sabugosa | População da freguesia de Sabugosa | População da freguesia de Sabugosa | População da freguesia de Sabugosa | População da freguesia de Sabugosa | População da freguesia de Sabugosa | População da freguesia de Sabugosa | População da freguesia de Sabugosa | População da freguesia de Sabugosa |
| ---------------------------------- | ---------------------------------- | ---------------------------------- | ---------------------------------- | ---------------------------------- | ---------------------------------- | ---------------------------------- | ---------------------------------- | ---------------------------------- | ---------------------------------- | ---------------------------------- | ---------------------------------- | ---------------------------------- | ---------------------------------- | ---------------------------------- |
| 1864                               | 1878                               | 1890                               | 1900                               | 1911                               | 1920                               | 1930                               | 1940                               | 1950                               | 1960                               | 1970                               | 1981                               | 1991                               | 2001                               | 2011                               |
| 792                                | 768                                | 834                                | 792                                | 835                                | 684                                | 860                                | 914                                | 984                                | 951                                | 860                                | 820                                | 724                                | 623                                | 545                                |

| Distribuição da População por Grupos Etários | Distribuição da População por Grupos Etários | Distribuição da População por Grupos Etários | Distribuição da População por Grupos Etários | Distribuição da População por Grupos Etários | Distribuição da População por Grupos Etários | Distribuição da População por Grupos Etários | Distribuição da População por Grupos Etários | Distribuição da População por Grupos Etários | Distribuição da População por Grupos Etários |
| -------------------------------------------- | -------------------------------------------- | -------------------------------------------- | -------------------------------------------- | -------------------------------------------- | -------------------------------------------- | -------------------------------------------- | -------------------------------------------- | -------------------------------------------- | -------------------------------------------- |
| Ano                                          | 0-14 Anos                                    | 15-24 Anos                                   | 25-64 Anos                                   | > 65 Anos                                    |                                              | 0-14 Anos                                    | 15-24 Anos                                   | 25-64 Anos                                   | > 65 Anos                                    |
| 2001                                         | 72                                           | 84                                           | 296                                          | 171                                          |                                              | 11,6%                                        | 13,5%                                        | 47,5%                                        | 27,4%                                        |
| 2011                                         | 52                                           | 57                                           | 249                                          | 187                                          |                                              | 9,5%                                         | 10,5%                                        | 45,7%                                        | 34,3%                                        |

## Património
- Igreja Matriz de Sabugosa;
- Capela de Santo Aleixo;
- Capela de São Mamede;
- Pelourinho de Sabugosa

## Personalidades ilustres
- Conde de Sabugosa e Marquês de Sabugosa